# 현대청운중학교
현대청운중학교(現代靑雲中學校)는 대한민국 울산광역시 동구 서부동에 위치한 사립 중학교이다. 

## 학교 연혁
- 1976년 7월 1일 : 학교법인 현대학원 설립 및 정주영 초대 이사장 취임
- 1984년 1월 30일 : 현대여자중학교 설립인가(30학급)
- 1984년 2월 24일 : 학칙 변경(33학급)
- 1984년 3월 1일 : 김신홍 초대 교장 부임
- 1984년 3월 6일 : 개교(현대중학교에서 분리)
- 1984년 3월 6일 : 제1회 입학식(1학년 11학급, 2학년 7학급, 3학년 6학급 총 24학급 1,475명)
- 1993년 9월 3일 : 축구부 창단(22명)
- 2000년 2월 24일 : 교명 변경(현대청운중학교, 남녀공학)
- 2016년 10월 27일 : 오연천 제4대 이사장 취임
- 2022년 2월 10일 : 제38회 졸업식(7학급 187명) 총 졸업생 수 16,609명
- 2022년 2월 28일 : 학칙 변경(23학급)
- 2023년 3월 1일 : 이재영 제11대 교장 부임
- 2023년 3월 2일 : 제40회 입학식(8학급 233명)

## 참고 자료
- 현대청운중학교 - 한국교육학술정보원 학교알리미